# 1907.
◄ | 19. stoljeće | 20. stoljeće | 21. stoljeće | ►
◄ | 1870-ih | 1880-ih | 1890-ih | 1900-ih | 1910-ih | 1920-ih | 1930-ih | ►
◄◄ | ◄ | 1904. | 1905. | 1906. | 1907. | 1908. | 1909. | 1910. | ► | ►►
Arhitektura • Astronomija • Biologija • Film • Fotografija • Glazba • Kazalište • Kemija • Kiparstvo • Knjige • Književnost • Kršćanstvo • Meteorologija • Medicina • Planinarstvo • Politika • Pravo • Promet • Slikarstvo • Strip • Šport • Televizija • Znanost • Zrakoplovstvo • Željeznički promet

## Događaji
- 5. studenog u Zagrebu puštena u rad prva električna javna rasvjeta
- Clara Zetkin u Njemačkoj organizirala Prvu međunarodnu konferenciju žena.
- Robert Baden Powell, engleski časnik, osnovao skautsku organizaciju u Velikoj Britaniji (izviđače).
- Lightner Witmer utemeljio je prvi klinički časopis Psihologijska klinika (The Psychological Clinic).
- Osnovan prvi automobilistički klub u Splitu, Auto-club Spalato.[1]

## Rođenja

### Siječanj – ožujak
- 23. siječnja – Antonija Fabjan, slovenska katolička redovnica, mučenica i blaženica († 1941.)
- 21. veljače – Wystan Hugh Auden, američki pjesnik engleskog porijekla († 1973.)
- 7. ožujka – Placido Cortese, talijansko-hrvatski svećenik († 1944.)
- 15. ožujka – Zarah Leander, švedska glumica i pjevačica († 1981.)
- 22. ožujka – Lucia dos Santos, portugalska redovnica († 2005.)
- 23. ožujka – Daniel Bovet, talijanski farmakolog, nobelovac († 1992.)
- 23. ožujka – Veljko Maričić, hrvatski glumac († 1973.)

### Travanj – lipanj
- 18. travnja – Miklós Rózsa, mađarski skladatelj († 1995.)
- 29. travnja – Fred Zinnemann, američki filmski redatelj austrijskog porijekla († 1997.)
- 12. svibnja – Katharine Hepburn, američka filmska glumica († 2003.)
- 18. svibnja – Tošo Dabac, hrvatski slikar († 1970.)
- 22. svibnja – Laurence Olivier, britanski glumac, režiser i producent († 1989.)
- 24. svibnja – Mercedes Goritz Pavelić, hrvatska balerina, spisateljica, pedagoginja i koreografkinja († 2003.)
- 26. svibnja – John Wayne, američki filmski glumac († 1979.)

### Srpanj – rujan
- 13. srpnja – Bonaventura Ćuk, hrvatski katolički svećenik, franjevac, hrvatski pjesnik, polihistor, filozof, zoolog, nastavnik († 1940.)
- 16. srpnja – Barbara Stanwick, američka filmska glumica († 1990.)
- 27. srpnja – Božo Težak, hrvatski kemičar († 1980.)
- 1. kolovoza – Radoslav Akerman, hrvatski ginekolog židovskog porijekla († 1987.)
- 14. rujna – Edel Quinn, irska katolička aktivistica († 1944.)

### Listopad – prosinac
- 9. listopada – Jacques Tati, francuski redatelj i glumac († 1982.)
- 7. studenog – Dora Maar, francuska slikarica († 1985.)
- 14. studenog – Astrid Lindgren, švedska književnica († 2002.)
- 28. studenog – Alberto Moravia, talijanski književnik († 1990.)
- 22. prosinca – Peggy Ashcroft, britanska glumica († 1991.)

## Smrti

### Siječanj – ožujak
- 16. veljače – Giosuè Carducci, talijanski književnik (* 1835.)

### Travanj – lipanj
- 30. svibnja – Maxwell Tylden Masters – engleski botaničar i taksonom  (* 1833.)
- 29. lipnja – Ivan Iletić, pisac i učitelj gradišćanskih Hrvata (* 1841.)

### Srpanj – rujan
- 4. rujna – Edvard Grieg, norveški skladatelj, pijanist i dirigent (* 1843.)
- 7. rujna – Sully Prudhomme, francuski književnik (* 1839.)

### Listopad – prosinac
- 28. listopada – Đuro Deželić, hrvatski književnik (* 1838.)

## Nobelova nagrada za 1907. godinu
- Fizika: Albert Abraham Michelson
- Kemija: Eduard Buchner
- Fiziologija i medicina: Charles Louis Alphonse Laveran
- Književnost: Rudyard Kipling
- Mir: Ernesto Teodoro Moneta i Louis Renault

## Vanjske poveznice
|  | Zajednički poslužitelj ima još gradiva o temi 1907. |